# Willem Stoppelenburg
Willem Stoppelenburg (Berkenwoude, 25 maart 1943) is een Nederlands componist.

## Opleiding
Stoppelenburg volgde de middelbare school in Gouda, waarna hij een lerarenopleiding in Rotterdam ging volgen. Vervolgens verhuisde hij naar Groningen om daar piano aan het Stedelijk Conservatorium te gaan studeren. Ook deed hij daar viool en een opleiding tot orkestdirigent. Als componist is hij autodidact.

## Carrière
Stoppelenburg is vooral bekend van projecten met nieuwe muziek in Noord-Nederland. Bekende werken zijn onder meer de opera's Het Uitstel over het leven van Vincent van Gogh en Salto Mortale naar een libretto van de bekende Nederlandse auteur Belcampo.
In 1998 kreeg Stoppelenburg de Culturele prijs van Drenthe.